# (34199) Amyjin
2000 QV54 (asteroide 34199) é um asteroide da cintura principal. Possui uma excentricidade de 0.15872280 e uma inclinação de 2.90462º.
Este asteroide foi descoberto no dia 25 de agosto de 2000 por LINEAR em Socorro.